# Stefan Żywotko
 (avril 2021).
Si vous disposez d'ouvrages ou d'articles de référence ou si vous connaissez des sites web de qualité traitant du thème abordé ici, merci de compléter l'article en donnant les références utiles à sa vérifiabilité et en les liant à la section « Notes et références ».
Stefan Żywotko, né le 9 janvier 1920 à Lwów (ville polonaise qui devint ukrainienne sous l'URSS sous le nom de Lviv) et mort le 10 février 2022, est un entraîneur de football polonais.
Il est l'un des entraîneurs historiques du football algérien, avec la JS Kabylie, pendant 14 ans et 6 mois entre 1977 et décembre 1991. Il remporte avec le club en tant qu'entraîneur ou co-entraîneur pas moins de 11 titres.

## Biographie

### Origines
Stefan Żywotko naît à Lwów, Pologne, en 1920. Cependant, après la fin de la Seconde Guerre mondiale, l'URSS en profite pour récupérer ce territoire et l'annexer, sous prétexte qu’il appartenait à l'Ukraine, donc de ce fait à l'Union soviétique.

### Seconde Guerre mondiale
Stefan Żywotko devient militaire durant la Seconde Guerre mondiale (1939-1945). La Pologne étant occupée par les Allemands à l’ouest et par les Soviétiques à l’est, il est mobilisé et, plutôt que de s’exiler comme de nombreux Polonais, il préfère résister en prenant les armes et en rejoignant le front. Il est très exposé puisqu’il est affecté près des lignes de l’occupant nazi, mais il n’est jamais blessé. 
En 1946, il est démobilisé de l’armée et se met à la pratique du sport, en particulier le football et la natation.

### Carrière professionnelle
Stefan Żywotko détient le plus haut diplôme d’entraîneur de football délivré en Pologne, le 1er degré. Il le passe en 1964. « Sitôt ma carrière de footballeur terminée en 1952, à 32 ans, j’ai passé le diplôme d’instructeur de football, le plus bas des diplômes. Il m’a fallu douze ans pour avoir le diplôme le plus élevé car, à l’époque, c’était du sérieux », dit Stefan lors d'une interview que lui accorde le quotidien sportif algérien Le Buteur. Bien qu'ayant également fait de la natation — il fut également moniteur de natation bénévole durant sa jeunesse —, il s'oriente vers le football.

### Débuts comme entraîneur de football
Il commence par devenir entraîneur de Poznan, club de troisième division du championnat de Pologne dans les années 1970. Il réussit à faire accéder le club à la deuxième division. Une divergence d'opinion avec le président du club de l'époque le contraint à quitter l'équipe. Stefan Żywotko claque la porte et décide de tenter l'expérience à l'étranger.
Une offre d’emploi lui est faite par des émissaires du Panathinaïkos. Il fait une demande à la Fédération polonaise de football pour avoir l’autorisation de sortie (sous le régime communiste, il fallait des autorisations de sortie pour voyager à l’étranger). On la lui refuse car il est alors « mal vu de travailler dans un pays qui n’[est] ni communiste ni socialiste ». Żywotko n’en démord pas, il veut travailler en-dehors de la Pologne. Il est convoqué au siège de sa fédération pour se voir proposer de travailler en Algérie dans le cadre d’un échange de compétences entre les deux pays. Il donne son accord sans savoir dans quel club il travaillera.

### Expérience au sein de la JS Kabylie (1977-1991)

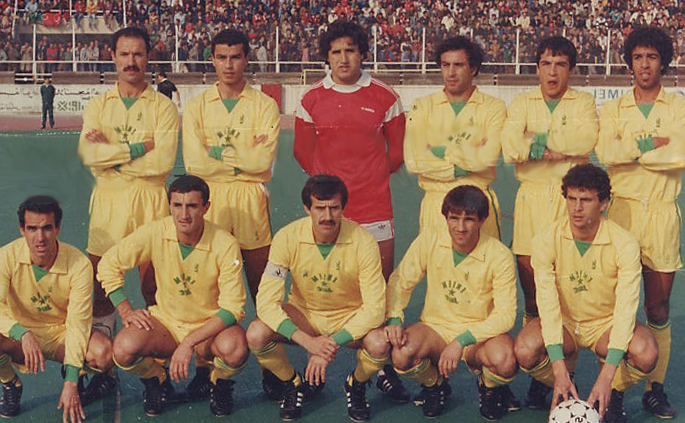
L'équipe de la Jeunesse sportive de Kabylie.

À son arrivée, il trouve Mohamed Moussaoui, secrétaire général de la JSK, et un autre dirigeant du club, son nouvel employeur qui vient de remporter le doublé coupe-championnat. Durant un mois, il est hébergé à l’hôtel du stade du 5-Juillet-1962 à Alger ; à l’époque, le stade du 1er-Novembre de Tizi Ouzou est en rénovation et la JSK s'entraîne et joue à Alger.
Au début, il se contente d’observer le travail, ne connaissant ni le kabyle, ni l’arabe, ni le français. Durant plusieurs semaines, il se présente aux entraînements avec un dictionnaire polonais-français. 
Ne se contentant pas seulement d'entraîner la JSK, il tente de lui transmettre une culture de la victoire à l'image de celle entretenue par des clubs européens. Ceci aide la JSK à remporter ses premiers trophées internationaux et à faire ainsi, indirectement, progresser le football algérien. Avec la JSK, il remporte sept titres de Champion d'Algérie, une Coupe d'Algérie, deux Ligues des champions de la CAF, et la Supercoupe de la CAF.
Il quitte le club en décembre 1991.

### Retraite et fin de vie
Après avoir pris sa retraite, il meurt le 10 février 2022 à l'âge de 102 ans à Szczecin.

## Palmarès d'entraîneur
JS Kabylie (11 titres)
- Championnat d'Algérie
  - Champion : 1980, 1982, 1983, 1985, 1986, 1989, 1990.
- Coupe d'Algérie
  - Vainqueur : 1986.
- Ligue des champions de la CAF
  - Vainqueur : 1981, 1990.
- Supercoupe de la CAF
  - Vainqueur : 1982.